# Cliffort-Kokshoven
Cliffort-Kokshoven is een voormalige koffieplantage aan de Warappakreek in het stroomgebied van de Commewijne in de kolonie Suriname. De spellingswijze varieert: Cliffort werd ook geschreven als Clifford of Cliffords en Kokshoven ook als Kockshoven, Kocqshoven of Cocqshove.

## Producten
In 1819 was de plantage 500 Surinaamse akkers groot, ongeveer 215 hectare. Er werd toen koffie en katoen verbouwd, later alleen nog koffie (1827)

## Eigendomssituaties
(naar jaar)
- 1819: M.A. van Breugel qq., M. Eysfell qq. en A.P.E. Eysfell qq.
- 1827: Weduwe Clifford Kocq. geboren van Breugel (½ deel) en Bar. v. Harling en van Geyspilsheim (½ deel)
- 1835: C. van Breugel en M. Eyssel
- Bij de Emancipatie in 1863 was de plantage niet meer in  bedrijf.

## Gaspar's inspectie
In het boek De bagage van Blomhoff en Van Breugel (1989) beschrijft  Susan Legêne twee inspectiebezoeken van de Haarlemse eigenaar Gaspar van Breugel aan zijn plantage 'Clifford Kocqshoven'. In 1823 bezocht hij, samen met twee van zijn administrateurs, de heren Van Halm en Van de Grumpel, voor het eerst zijn koloniale bezit. De reis werd ondernomen per tentboot, met eigen roeiers. Aldaar ontsloeg Gaspar zijn blankofficier (slavenopzichter), wegens dronkenschap en meer dan immoreel gedrag. In 1824 ondernam Gaspar de 10 urige bootreis opnieuw, ditmaal met zijn nieuwe blankofficier Vles, die hij nog kende uit Haarlem. De slaven echter beklaagden zich bij Gaspar over Vles, die 'een negerin zou geschopt hebben'. Gaspar besprak de ingekomen klachten met Vles en gaf de slaven vier dagen vrijaf om te feesten. Tijdens dat wintifeest werd Gaspar als plantage-eigenaar 'in roomsche processie' en onder toejuichingen door de slaven op zijn stoel rondgedragen. Hetzelfde eerbetoon viel directeur Comvalius te beurt, maar bij opzichter Vles weerhielden de vrouwen degenen die daartoe aanstalten maakten daarvan. Gaspar tolereerde dit niet en vroeg Comvalius om de bastiaans (zwarte voormannen) te doen weten dat hij wenste dat Vles wel werd rondgedragen. In het uiteindelijk opvolgen van dit bevel zag Gaspar, blijkens zijn privé-notities, een bewijs van 'de willigheid der slaven', maar hij koos daarmee feitelijk ook partij voor zijn opzichter.

## Afbeeldingen

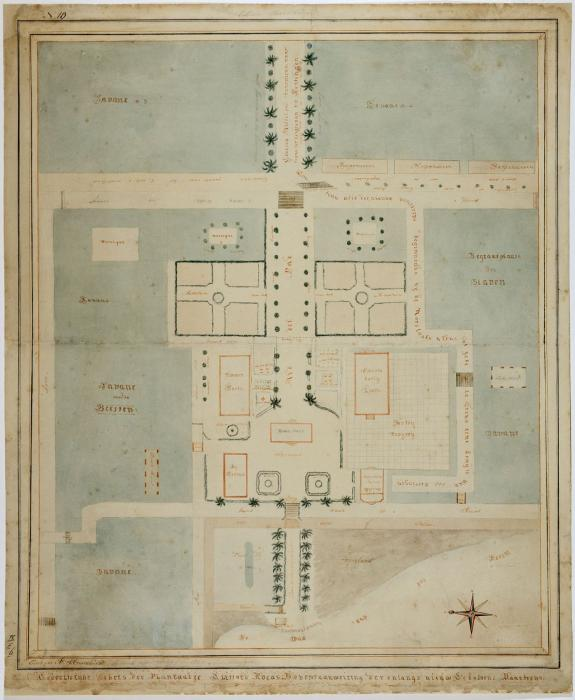
De Plantage-opstallen, situatie 1823
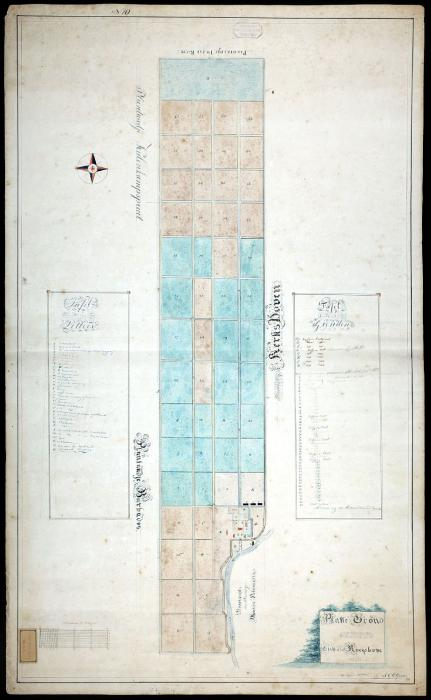
De productievelden, situatie 1832
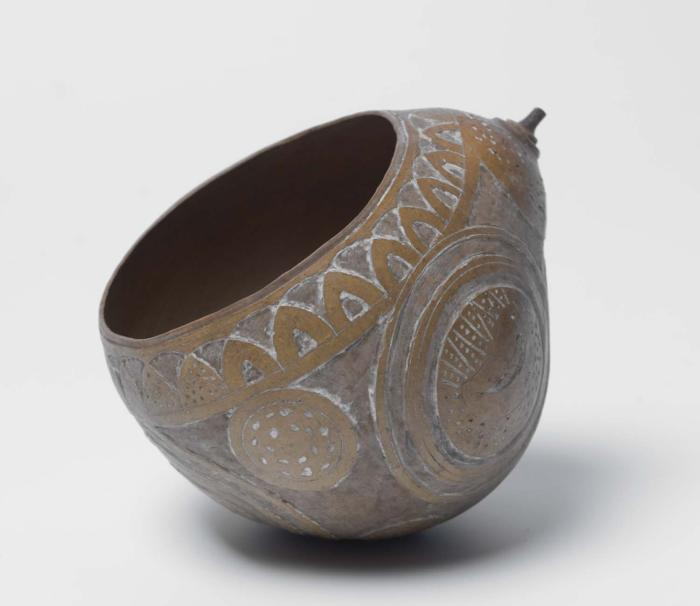
Deze kalebasschaal is vermoedelijk een offergave die de slaven op plantage Clifford Kocqshoven bij een grote kankantri-boom hebben neergelegd.
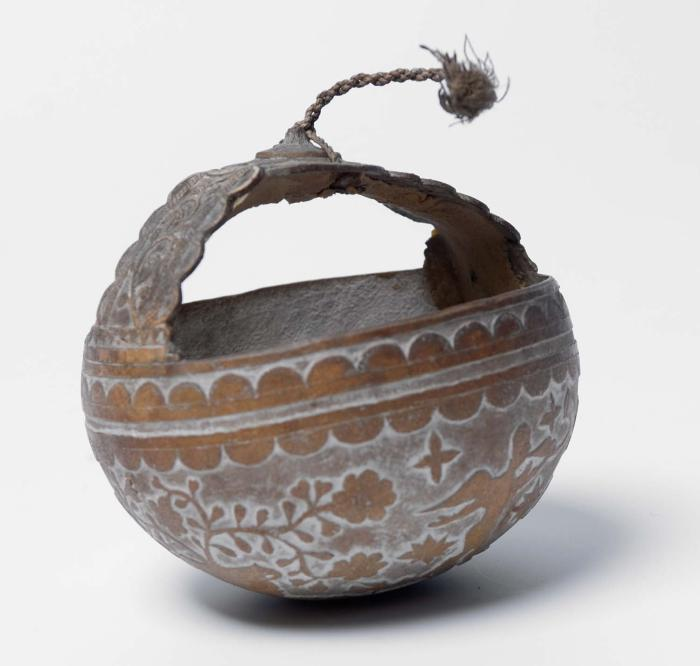
Dit kalebasschaaltje met draagbeugel werd door Gaspar Van Breugel als kruithoorn en als aandenken aan zijn verblijf op zijn plantage meegenomen naar Nederland.
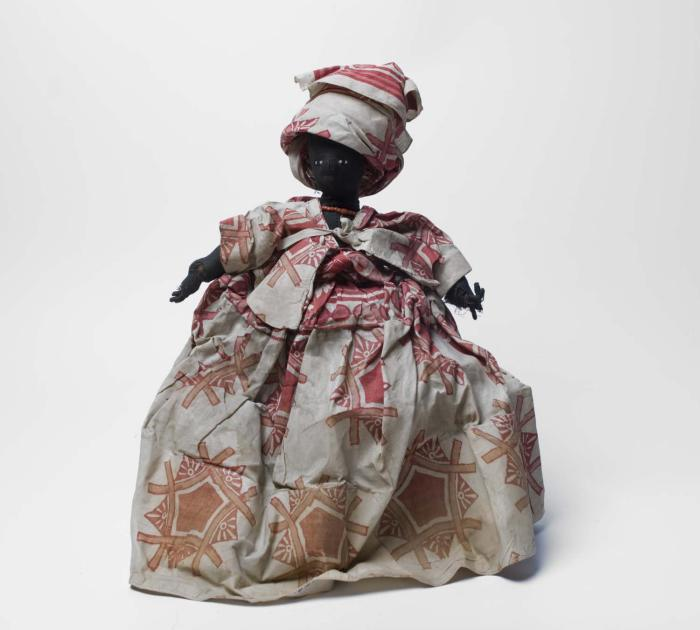
Pop in kotomisi kostuum. Gaspar van Breugel maakte in 1824 feest van de slaven mee, dat overging in een wintiritueel. Er werd gedurende drie dagen en nachten muziek gemaakt en gedanst. Naar aanleiding hiervan liet hij een setje miniatuurinstrumenten en zes poppen vervaardigen voor zijn dochter.
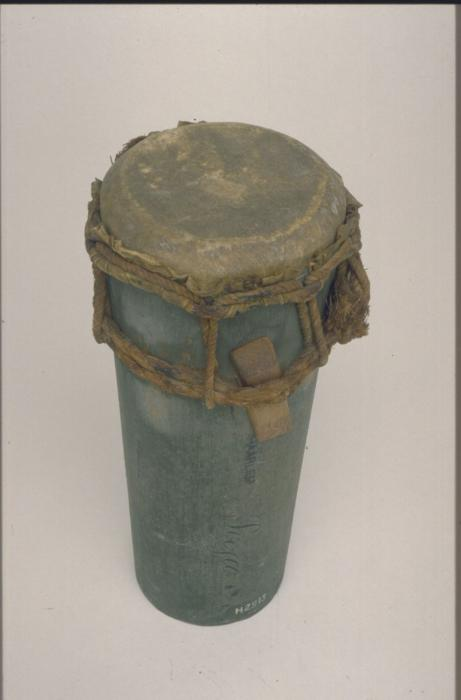
Model van een enkelvellige conische trom, zoals gebruikt op plantage Clifford Kocqshoven.